# Leschenaultia brooksi
Leschenaultia brooksi är en tvåvingeart som beskrevs av Toma och Guimaraes 2002. Leschenaultia brooksi ingår i släktet Leschenaultia och familjen parasitflugor. Inga underarter finns listade i Catalogue of Life.